# St. Urban und Silvester (Unterreitnau)

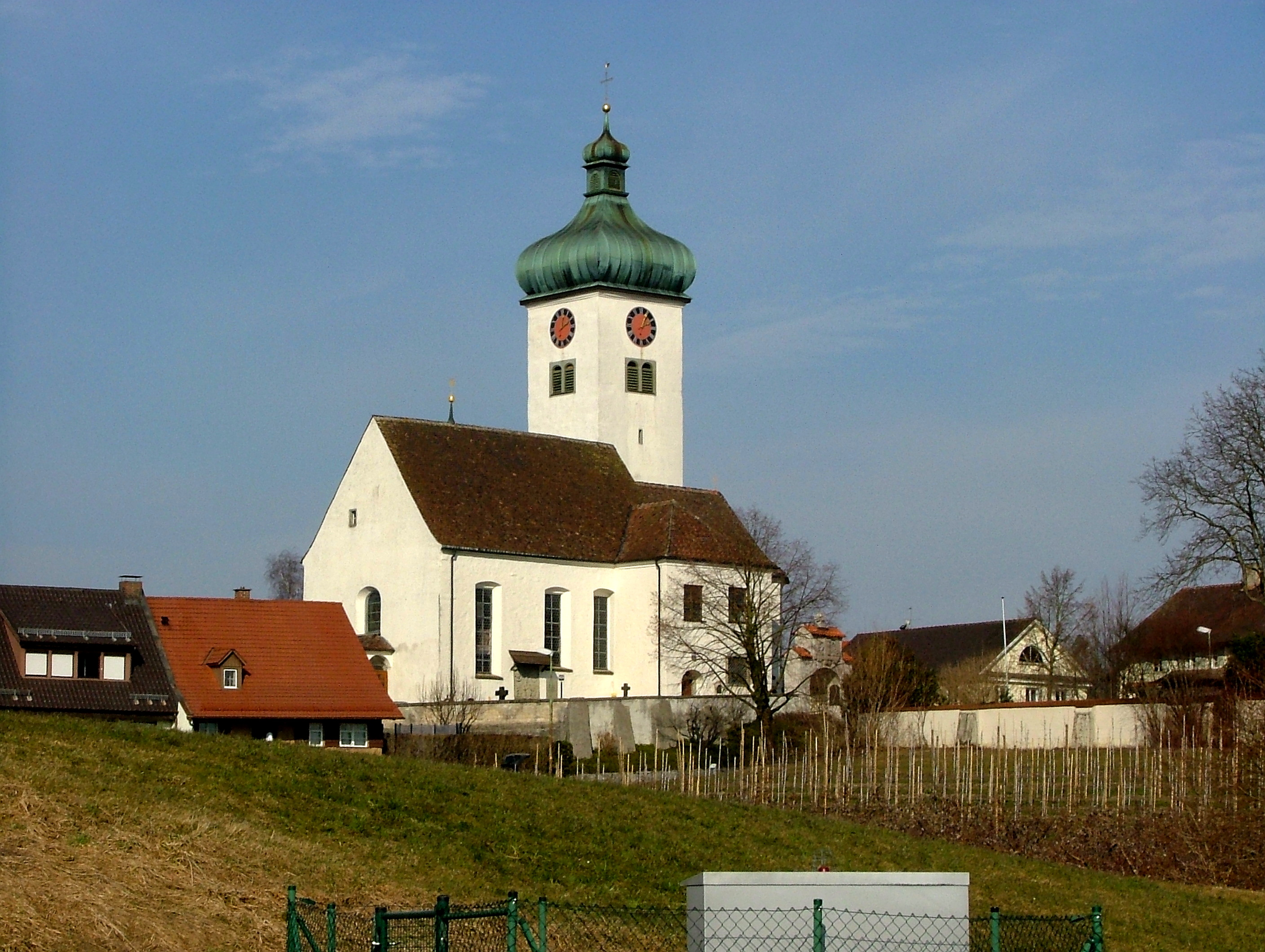
St. Urban und Silvester inUnterreitnau

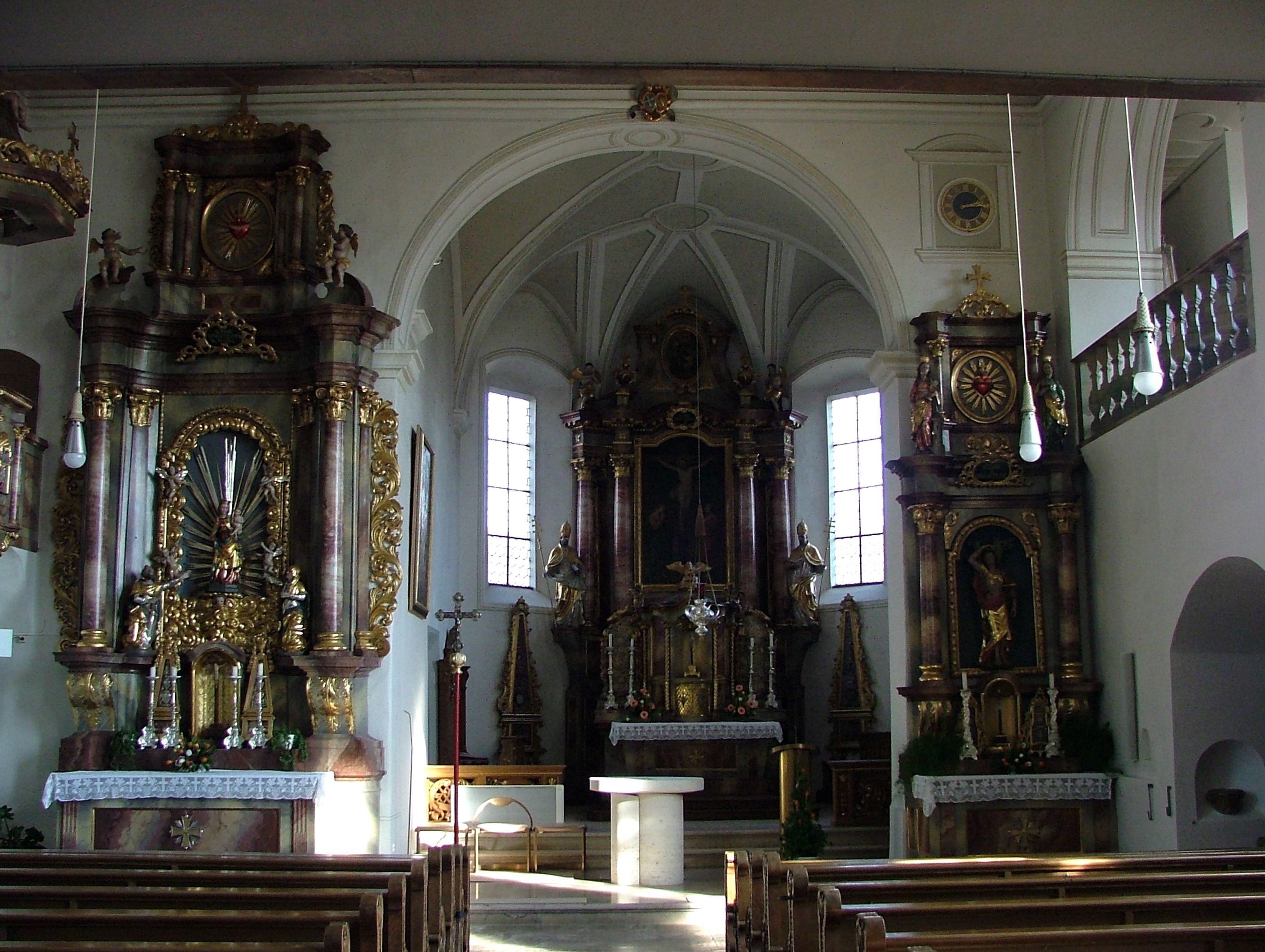
Innenraum

Die römisch-katholische Pfarrkirche St. Urban und Silvester steht in Unterreitnau, einem Stadtteil von Lindau im bayerisch-schwäbischen Landkreis Lindau von Bayern. Das Bauwerk ist in der Liste der Baudenkmäler in Lindau als Baudenkmal unter der Nr. D-7-76-116-461 eingetragen.

## Beschreibung
Die Saalkirche besteht aus einem Langhaus, einem eingezogenen, dreiseitig geschlossenen Chor im Osten, die beide Ende des 15. Jahrhunderts errichtet wurden, einem Chorflankenturm auf quadratischem Grundriss an der Nordwand des Chors, dessen untere Geschosse aus dem 14./15. Jahrhundert stammen, einer um 1600 gebauten zweigeschossigen Sakristei an der Südwand des Langhauses und einer ihr gegenüberliegenden, 1690 angebauten Kapelle, die dem Josef von Nazaret geweiht ist. Der Chorflankenturm wurde 1823 aufgestockt und mit einer Zwiebelhaube bedeckt, die von einer Laterne gekrönt ist. In seinem Glockenstuhl hängen fünf Kirchenglocken. 
Der Innenraum des Langhauses ist mit einer Flachdecke überspannt, der des Chors mit einem Kreuzgratgewölbe. Über dem Chorbogen befindet sich das Wappen des Klosters Isny. Das Fresko im Langhaus hat 1900 Bonifaz Locher eingebracht. Der von den Statuen des heiligen Urban und des Silvester I. flankierte Hochaltar wurde 1835 aufgestellt. Die Orgel wurde 1901 von H. Koulen & Sohn gebaut.